# I Feel Alive
«I Feel Alive» — пісня IMRI для конкурсу  Євробачення 2017 в Києві, Україна. Була виконана у другому півфіналі Євробачення, 11 травня, та пройшла до фіналу. У фіналі, 13 травня, була виконана під номером 1, за результатами голосування отримала від телеглядачів та професійного журі 39 балів, посівши 23 місце.

## Список композицій
| Digital download | Digital download                 | Digital download |
| #                | Назва                            | Тривалість       |
| ---------------- | -------------------------------- | ---------------- |
| 1.               | «I Feel Alive» (אירוויזיון 2017) | 3:00             |